# Svatý Heřman Josef
Svatý Heřman Josef nebo také Heřman Josef ze Steinfeldu († 1241 nebo 1252) je světcem římskokatolické církve. Byl knězem v premonstrátském klášteře Steinfeld. Proslul jako mystik.

## Život
Narodil se někdy po roce 1150 v Kolíně nad Rýnem. Již od dětství se u něj prý projevovaly mystické zážitky. Ve 12 letech vstoupil ve Steinfeldu (dnes součást německého městečka Kall) do premonstrátského řádu. Studoval bohosloví a stal se knězem. Byl vyhledávaným duchovním vůdcem a proslulým kazatelem. Vedle toho se v klášteře staral o provoz refektáře, což těžce nesl, protože mu v důsledku toho zbývalo málo času na modlitbu. Podle legendy se mu zjevila Panna Maria, která mu však řekla: „Nemáš žádnou vyšší povinnost, než sloužit svým bratřím s láskou.“
Později mu byla svěřena služba kostelníka ve steinfeldském opatském kostele. Zde měl dle legendy opět zjevení Panny Marie, která se s ním mysticky zasnoubila. Zemřel v klášteře sester cisterciaček v Hovenu, které si jej vyžádaly, aby v jejich kostele slavil bohoslužby během Velikonoc. V Hovenu byl i pohřben, později byly jeho ostatky přeneseny do Steinfeldu, kde jsou uloženy a uctívány dodnes.
Svatému Heřmanu Josefovi je dedikován oltář v kapitulní síni Strahovského kláštera v Praze.
Jméno tohoto světce přijal za své řeholní český premonstrát Heřman Josef Tyl.

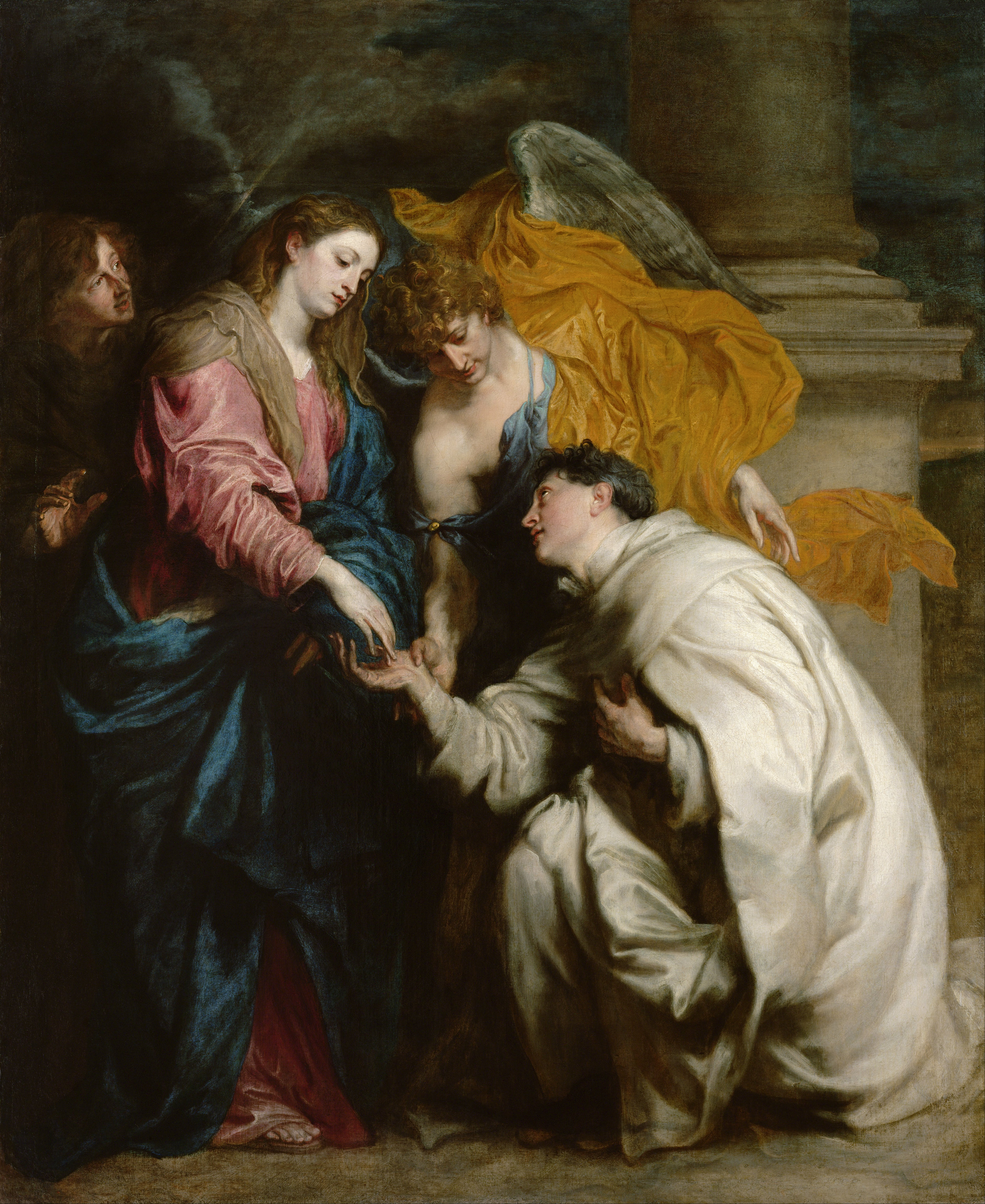
Autor Anthonis van Dyck
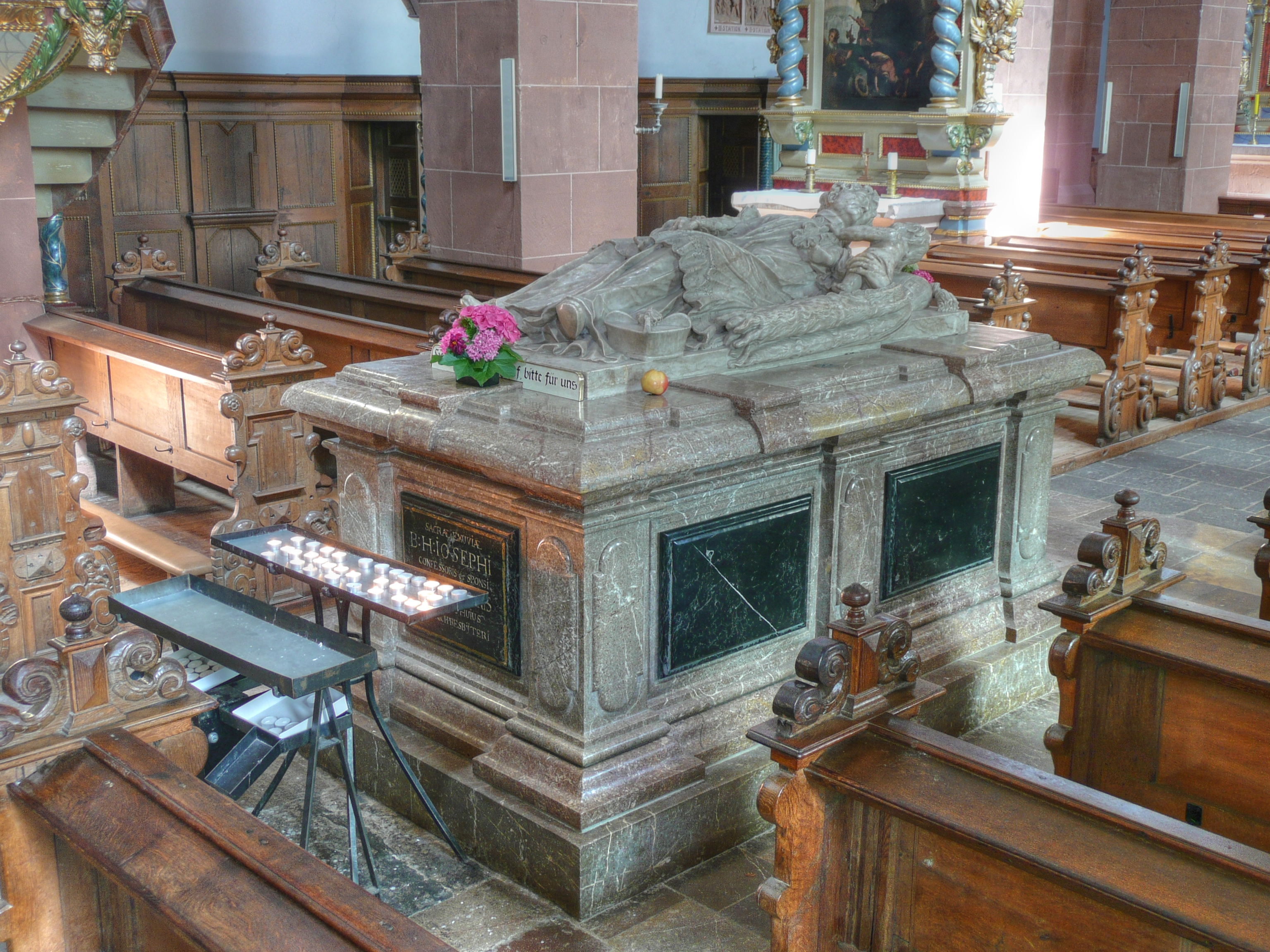
Hrob